# Helene Nissen

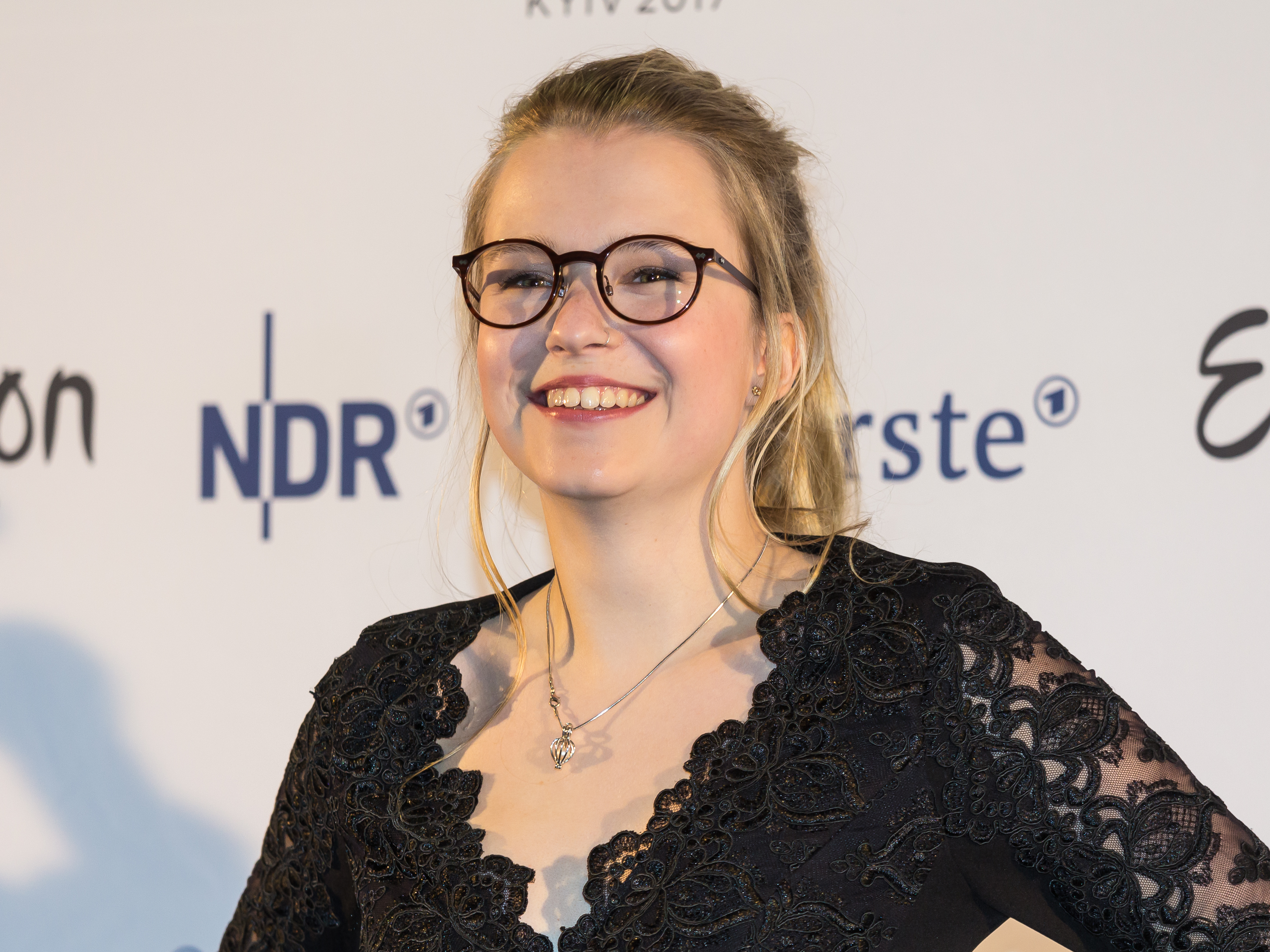
Helene Nissen, 2017

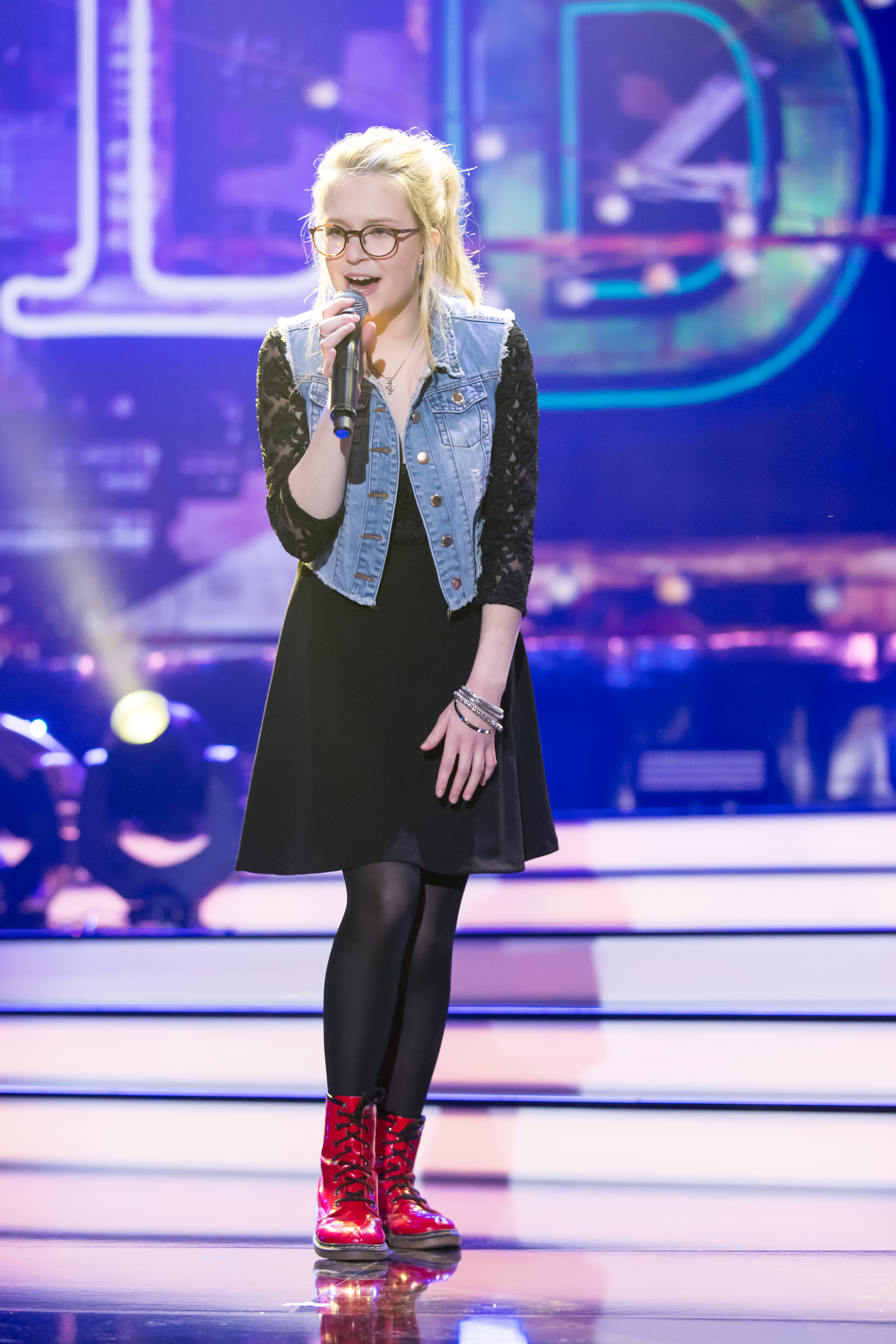
Helene Nissen live bei Unser Song 2017

Helene Nissen (* 1996 in Schleswig) ist eine deutsche Singer-Songwriterin aus den Bereichen Soul-, Blues- und Popmusik.

## Biografie

### Leben
Helene Nissen wuchs in Hollingstedt bei Schleswig auf. Sie besuchte nach der Grundschule für sechs Jahre die A. P. Møller-Skolen. Danach wechselte sie auf das BBZ Schleswig mit dem Ziel, Abitur zu machen.

### Karriere
Sie lernte im Kindesalter Gitarre spielen und begann früh mit dem Schreiben eigener Lieder. Als Inspiration nennt sie unter anderem Musiker wie Johnny Cash und die britischen Singer-Songwriterin Gabrielle Aplin. Als sie 14 Jahre alt war, meldeten ihre Eltern sie zum Gesangsunterricht an. Im Jugendalter gründete sie ihre erste eigene Band. Nissen ist auch auf YouTube aktiv, wo sie Coversongs und Eigenkompositionen hochlädt.
Vom Internet-Radio KeyFM wurde sie als „Musiktalent 2012“ ausgezeichnet. 2013 belegte sie den dritten Platz beim Bundeswettbewerb Jugend musiziert in Nürnberg und wurde erste beim Regionalwettbewerb Das Musiktalent. 2013 trat sie beim RSH-Kindertag mit Gitarre auf, wo sie das Lied Born This Way von Lady Gaga sang. Im Mai 2015 erschien über das Berliner Indie-Label Phonector das selbstbetitelte Album Helene Nissen & Band. An ihrer Seite standen dabei als Musiker und Produzenten Hauke Schulz, Git., Andy Franke, Bass, Mathias Schwarz, Drums, sowie Michael Sörensen, "Musikschmiede-Selk".
Produziert und aufgenommen wurden "Asshole", "You Say" und "All Time Love" im Studio der Musikschmiede-Selk bei Schleswig. "I Dont Belong To You" im Studio von Andy Franke.
Im Zuge des Albums wurde ebenfalls das Musikvideo zum Song Asshole gedreht, das im Februar 2016 veröffentlicht wurde.
Am 13. Juni 2016 nahm sie mit der Kieler Band Diebesgut die Single Die Liebe für deren Album Großer Mann auf. Ebenfalls 2016 bewarb sie sich zum Auswahlverfahren für Unser Song 2017; diese Vorentscheidung zum Eurovision Song Contest fand am 9. Februar 2017 statt, bei dem sie gegen vier weitere Kandidaten antrat. Sie trug eine Coverversion des Liedes Folsom Prison Blues von Johnny Cash sowie ihre Version des für den Eurovision Song Contest komponierten Songs Wildfire vor und belegte den 3. Platz. Am selben Tag erschien über Sony Music die dazugehörige EP mit den Liedern Wildfire und Perfect Life. 2018 war Nissen mit Klubbb3 und anderen auf einer Schlager-Tournee durch Deutschland- und Österreich.

## Diskografie
Alben
- 2015: Helene Nissen & Band (mit ihrer Band)

Singles
- 2017: Wildfire & Perfect Life